# Западная Монголия
Западная Монголия (монг. Баруун бүс) — регион на западе Монголии, включающий современные аймаки Баян-Улгий, Ховд, Увс, Завхан, Говь-Алтай, но в историко-географическом контексте эти земли могут также включать север Синьцзян-Уйгурского автономного района КНР. Исторически этот регион являлся северной частью ойратского Джунгарского ханства и название географической области Джунгария происходит от Джунгарского ханства.

## История

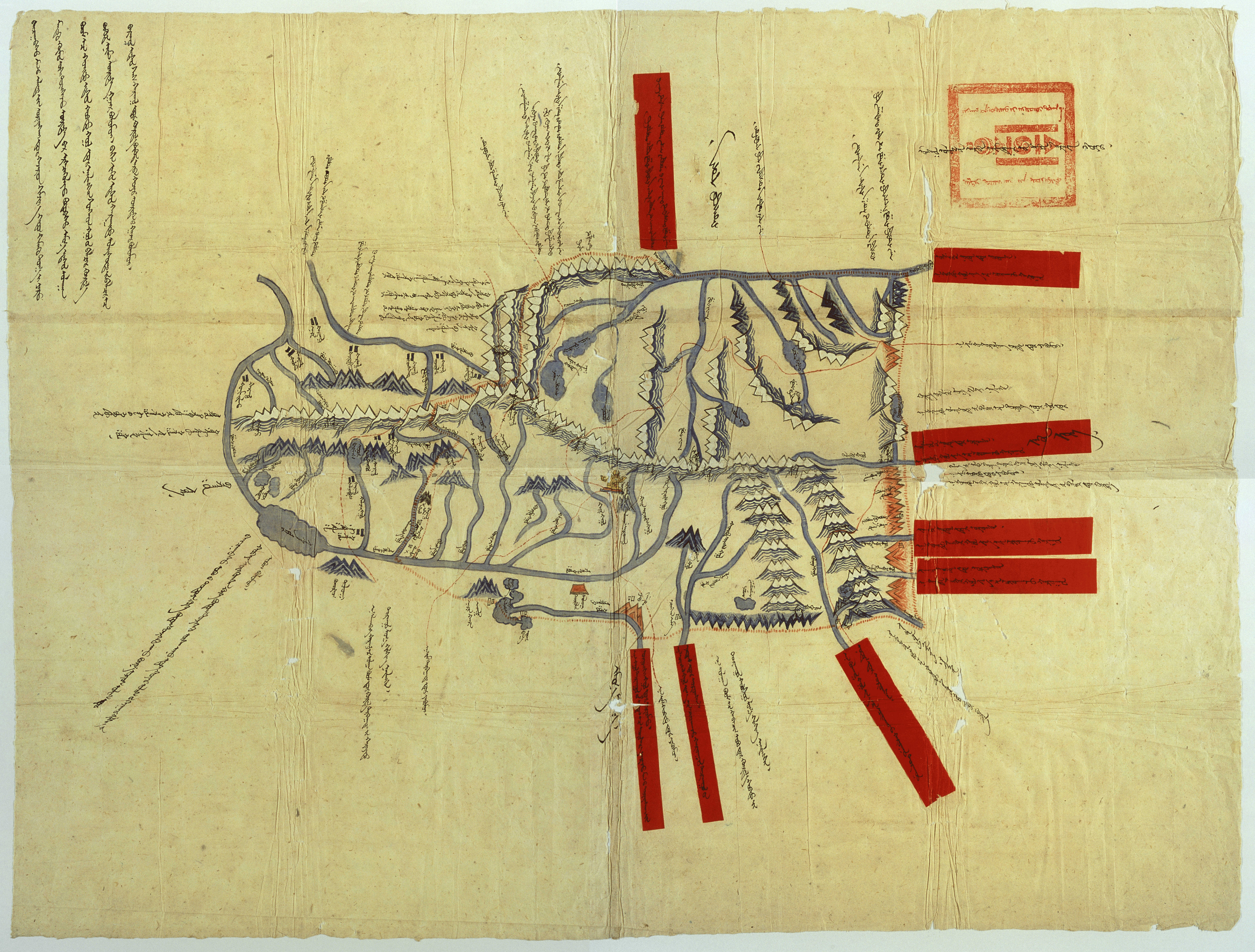
Карта семи хошунов Алтая и Урянхая (МНР, 1928)

На территории Западной Монголии уже несколько тысячелетий существует сохранившийся до наших дней биосферный уклад жизни, основанный на пастбищном скотоводстве По горным ущельям и широким межгорным равнинам Монгольского Алтая проходили скифы, хунну, многочисленные тюркские племена и монголы. На территории западной Монголии и части современного Синьцзяна располагалось последнее независимое государство кочевников — Джунгарское или Ойратское ханство.

## Культура
Культура Западной Монголии складывалась под влиянием кочевого образа жизни монголов. Начиная с XIII века она тесно взаимодействовала с культурой Тибета, в меньшей мере — Китая. Её окончательному формированию способствует принятие монголами тибетского буддизма. В XX веке сильное влияние на культуру Монголии оказала российская, а через посредство её — европейская культура.

## Административно-территориальное деление
Западная Монголия состоит из 5 аймаков — Баян-Улгий, Ховд, Увс, Завхан, Говь-Алтай. Центром развития региона является город Ховд. Западные монголы или ойрат-монголы обитают в Баян-Улгие, Ховде и Увсе. Казахи составляют подавляющее большинство населения Баян-Улгия. Западная Монголия — самый полиэтнический регион страны. Крупнейшие города — Улгий (29 392 жителя), Ховд (29 012 жителя), Улаангом (27 152 жителя), Улиастай (17 468 жителей), Алтай (15 492 жителя). 30 % населения региона горожане, сельское население — 70 %, общая численность населения 400 тысяч человек и имеет тенденцию к сокращению, что связано с миграцией за пределы региона (в первую очередь в Улан-Батор), а также и за границу (репатриация казахов в Казахстан). Плотность населения региона около 0,85 человека на км², при этом самая высокая плотность (1,9 человека на км²) в Баян-Улгие, а самая низкая (менее 0,4 человека на км²) в Говь-Алтае.

## География

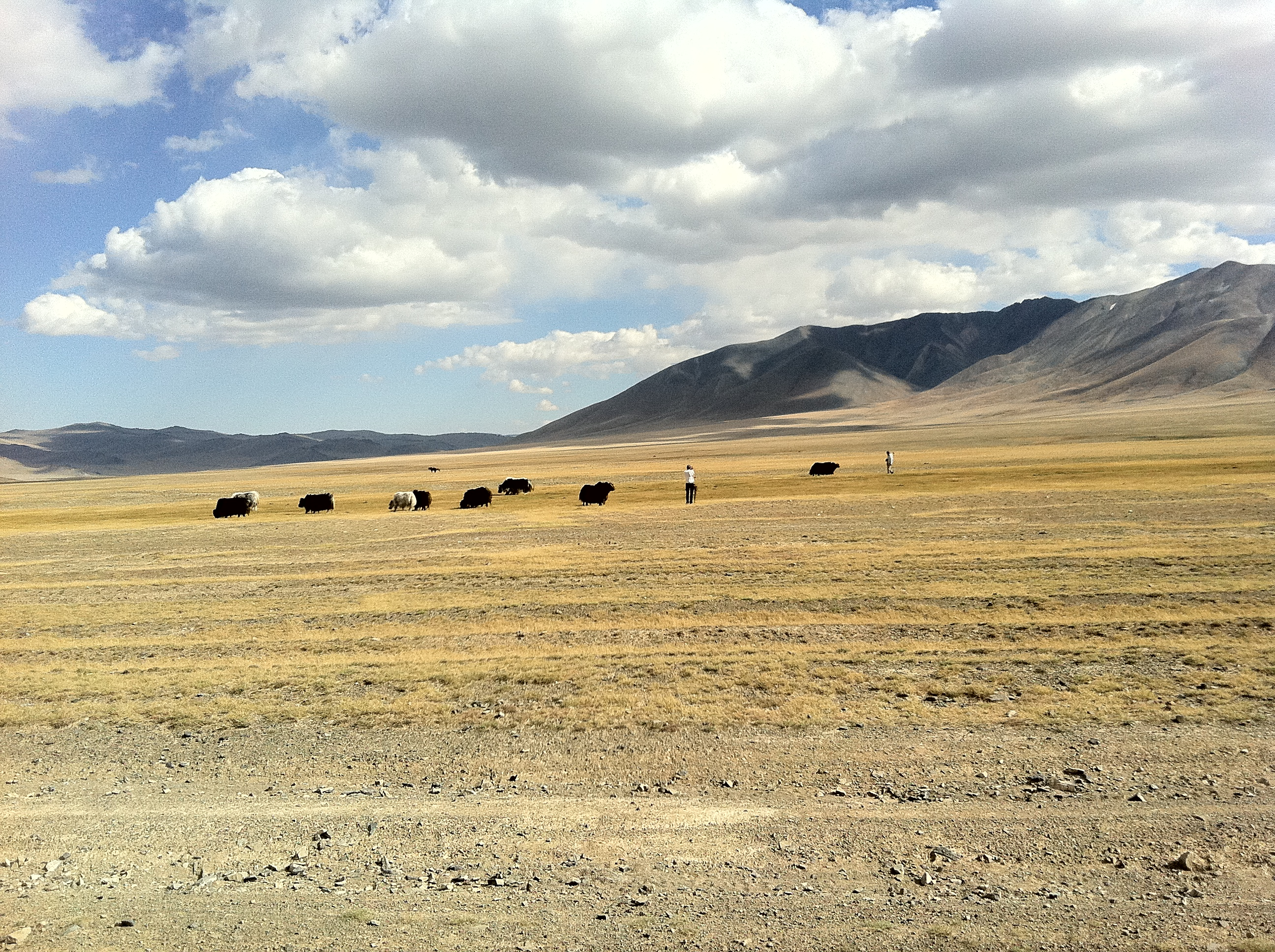
Ландшафт в аймаке Баян-Улгий

На севере граничит с Россией (Республика Алтай и Республика Тыва), на юге — с Китаем (Синьцзян-Уйгурский Автономный Район).
Общая территория Западной Монголии составляет 415 300 км². Регион расположен среди гор Монгольского Алтая.
Один процент всей территории занимают леса.
В границах регион расположен национальный парк Алтай-Таван-Богд.

## Климат
Климат резко континентальный. Здесь бесснежные и морозные зимы, а весной возможны перепады суточных температур, доходящие порой до −40 °C. На высокогорьях, климат, как в тундре. Снега здесь почти нет, а сильнейшие ветры дуют круглый год, особенно в январе. Средняя зимняя температура −22 °C; летняя +15 °C. Дождей, которые выпадают в основном в начале лета, крайне мало (около 100 мм). Снег накапливается лишь в долинах.